# 멜국

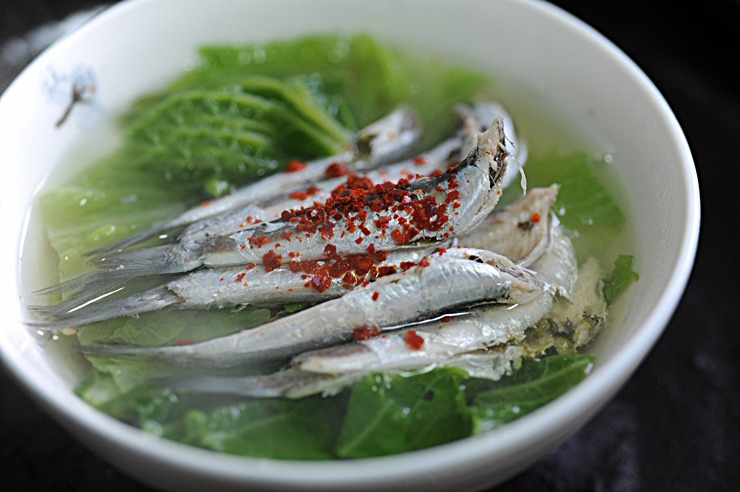
멜국

멜국(한국어: 멸칫국)은 제주특별자치도의 향토음식이다. "멜"은 멸치의 제주 방언이다.
본래 제주 지방의 향토 음식으로 제주에서 잡히는 몸집이 큰 멸치를 사용하는데 육지 및 타 지역에서 흔히 볼 수 있는 마른멸치와는 다르게 살이 오르고 몸집이 좀 커보이는 멸치로 국물을 우려내어서 만드는 음식이다. 제주에서는 흔히 먹는 음식으로 알려졌으나 서울특별시를 비롯한 육지 및 나머지 지역에서는 생소하게 알려진 음식으로 한국방송공사의 김영철의 동네 한바퀴를 통해서 정식으로 소개되었다.

## 특징
멸치의 시원하고 개운한 맛이 느껴지는 음식이다.

## 만드는 법
제주에서 잡은 큰 멸치와 소금, 물, 배추를 넣고 그대로 끓여낸다. 멸치는 머리와 내장을 빼낸다. 너무 오래 끓이면 비릿한 맛이 나니 주의해야한다. 다진 마늘과 청양고추를 넣어서 먹으면 좋다.